# Adolf Rudnicki

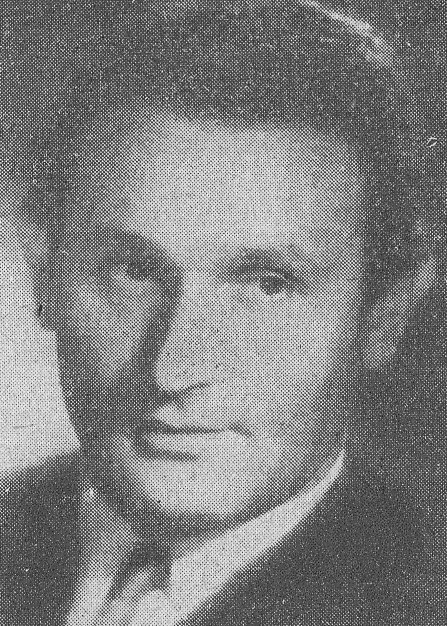
Adolf Rudnicki

Adolf Rudnicki (geboren als Aron Hirschhorn am 22. Januar 1909 in Żabno; gestorben am 14. November 1990 in Warschau) war ein polnischer Schriftsteller und Essayist. Nachdem er vor dem Zweiten Weltkrieg eine Reihe von Romanen, Erzählungen und Berichten veröffentlicht hatte, die von Naturalismus und Expressionismus beeinflusst waren und sich auch mit der jüdischen, insbesondere der chassidischen Kultur seiner Herkunft beschäftigten, wurde nach dem Krieg das Schicksal der Juden im Holocaust zum bestimmenden Thema seiner Prosa. Er selbst hatte die Besatzungszeit mit falscher Identität in Warschau überlebt und sich am Warschauer Aufstand beteiligt.
Rudnicki bekannte sich zum sozialistischen Realismus und definierte sich als jüdisch-polnischer Autor. In späteren Jahren wandte er sich offeneren Formen zu und hob den Wert der jiddischen Kultur hervor. Er lebte ab 1968 überwiegend in Paris und kehrte erst drei Jahre vor seinem Tod nach Warschau zurück.

## Leben
Rudnickis Vater, Isaak Hirschhorn, war gläubiger chassidischer Jude, der mit dem Zaddiken von Żabno verbunden war, der in Tarnów residierte. Der junge Aron verbrachte seine Jugend in Tarnow, besuchte die traditionelle jüdische Schule (Cheder) und ein polnisches Gymnasium, entzog sich der orthodoxen Gemeinde aber, besuchte in Warschau eine Handelsschule und trat 1931 eine Stelle als Bankangestellter an. Er nahm den Namen Adolf Rudnicki an und debütierte 1930 mit der Novelle Śmierć operatora in der Zeitung Kurierze Porannym. In den folgenden Jahren veröffentlichte Rudnicki Artikel über das jüdische Leben in Kleinstädten, Kurzgeschichten und die Romane Szczury (Ratten; 1932), Żołnierze (Soldaten; 1933), Niekochana (Ungeliebt; 1937), und Lato (Sommer; 1938). Gemeinsam mit Helena Boguszewska (Vorsitzende), Jerzy Kornacki, Władysław Kowalski, Gustaw Morcinek, Zofia Nałkowska, Bruno Schulz, Halina Krahelska und Józef Łobodowski gründete er 1933 die Warschauer Literaturgruppe Przedmieście  (Vororte), trat aber bald wieder aus.
Nach dem deutschen Überfall auf Polen kämpfte Rudnicki in der polnischen Armee gegen die Invasoren und wurde in der Schlacht um Modlin gefangen genommen. Er floh aus der Kriegsgefangenschaft in Ostpreußen und setzte sich in das inzwischen sowjetisch besetzte Lemberg ab. Hier arbeitete er für die Zeitschriften  Nowe Widnokręgi und Czerwony Sztandar. Als Mitglied des Organisationskomitee des Verbandes der Polnischen Literaten, dem er seit 1933 angehört hatte, trat er im September 1940 dem sowjetischen Schriftstellerverband der Ukraine bei.
Nachdem Lemberg nach dem deutschen Überfall auf die Sowjetunion im Juni 1941 von deutschen Truppen besetzt worden war, ging Rudnicki nach Warschau, nahm unter dem Namen Leonard Herynga am Widerstand gegen die deutsche Besatzung teil und hielt Kontakt zum Jüdischen Nationalkomitee Zydowska Komitet Narodowy, einer Vereinigung aller linksgerichteten und zentristischen zionistischen Jugendorganisationen und der Kommunisten. Als Angehöriger der Polnischen Heimatarmee kämpfte er im Warschauer Aufstand und ging nach dessen Niederschlagung nach Milanowek sowie weiter nach Lublin und Anfang 1945 nach Lodz.
Im Jahr 1944 war Rudnicki Mitglied der Polska Partia Robotnicza, der Polnischen Arbeiterpartei, geworden. 1945 wurde er Redakteur der Literaturzeitschrift Kuźnica (Die Schmiede), die sich dem sozialistischen Realismus als einem „neuen Realismus“ mit marxistischen Prinzipien verpflichtet hatte. Weitere Kulturzeitschriften, an denen Rudnicki in den ersten Nachkriegsjahren mitarbeitete, waren Odrodzenie (1945–1947), Opinią (1947–1948) sowie Trybuną Robotniczą (1947–1949).
Ab 1950 lebte Rudnicki wieder in Warschau. Von 1953 bis 1968 veröffentlichte er in verschiedenen Zeitschriften, vor allem in der Wochenzeitung Swiat (Die Welt). 1964 gehörte er zu den Unterzeichnern des Briefs der 34, einer Protestnote von 34 namhaften polnischen Schriftstellern gegen die Zensur. Seit der antisemitischen Kampagne in Polen 1968 lebte Rudnicki überwiegend in Paris, das er zuvor schon öfters besucht hatte. Der Gewerkschaftsbewegung Solidarność begegnete er mit Skepsis. Drei Jahre vor seinem Tod kehrte er nach Warschau zurück.
Für sein Werk wurde Rudnicki 1955 mit dem polnischen Staatspreis II. Klasse ausgezeichnet sowie 1966 mit dem Staatspreis für sein Buch Kupiec łódzki. 1946 erhielt er das Verdienstkreuz der Republik Polen, 1956 das Offizierskreuz des Orden Polonia Restituta und 1976 den französischen Prix Séguier.

## Werk
Rudnickis Werk vor dem Zweiten Weltkrieg war vom Naturalismus und Expressionismus inspiriert. Er vereinigte fiktionale, dokumentarische und autobiographische Elemente mit psychologischen Elementen. Nach dem Krieg konzentrierte er sich auf autobiographisch inspirierte Prosa mit essayistischen und parabelhaften Elementen. Er gilt als führender Vertreter einer „jüdischen Schule“ in der polnischen Prosa. Hatte er sich vor dem Krieg noch gegen jüdische Assimilation ausgesprochen und im Angesicht der Herausforderung des aggressiven Antisemitismus eine Rückbesinnung auf das Judentum beschrieben, wurde nach dem Krieg das jüdische Schicksal im Holocaust zu seinem bestimmenden Thema. Seine Arbeiten aus der Vorkriegszeit betrachtete er nunmehr kritisch. Der Krieg habe seine Bücher ihres Lebens beraubt, sie um tausend Jahre älter und unlesbar gemacht.
Rudnickis Stil wurde als „lyrischer Naturalismus“ beschrieben. Im Unterschied etwa zu Tadeusz Borowski oder Zofia Nadkowska beschrieb Rudnicki nicht nur das Handeln der Opfer und Überlebenden, sondern auch deren Gedanken und Gefühle.
Einer Reihe von Kurzgeschichten, die er zwischen 1948 und 1952 veröffentlichte, gab Rudnicki den Titel „Epoche der Öfen“. Der Holocaust stellte aus Rudnickis Sicht die grundlegenden Werte europäischer Kultur in Frage. In der Literatur sah er ein Mittel der Erinnerung und Vergegenwärtigung. Das Leben im Warschauer Ghetto war eines seiner wichtigen Themen. Die Überlebenden des Holocaust waren für ihn Gezeichnete, geplagt von Schuldgefühlen und Ambivalenz gegenüber Assimilierung. Er beschrieb in pathetischer Klage und reich an biblischen Motiven, Symbolen und Anspielungen moralische und ethische Extremsituationen. Einige seiner Erzählungen verarbeiten tatsächliche Schicksale. So ist die autobiographisch inspirierte Erzählung Der große Stefan Konecki an die Biographie von Oskar Katzenellenbogen angelehnt.
Mitte der 1950er-Jahre trat das Thema Holocaust in den Hintergrund von Rudnickis Schaffen, bis er sich in dem Erzählessay Kupiec łódzki (Der Kaufmann von Lodz) 1963 ausgesprochen kritisch mit Chaim Rumkowski, dem Vorsitzenden des Judenrats des Ghettos von Lodz auseinandersetzte. Brisant an dieser Kritik war, dass Rudnicki das Verhalten der jüdischen Gemeinderepräsentanten unter deutscher Besatzung mit der Rolle jüdischer Funktionäre im kommunistischen Polen verglich und den gleichen Charaktertypus des bedenkenlosen Dieners der neuen Ordnung entdeckte. In seiner autobiographischen Prosa und Essayistik beschäftigte sich Rudnicki mit den jüdisch-polnischen Beziehungen und betonte den Wert der jiddischen Kultur. In einigen Arbeiten griff er Motive der jiddischen Literatur auf. In Essays porträtierte er jiddische Autoren und Künstler wie Efraim Kaganowski und  Ida Kamińska.
Rudnicki wurde im Westen kaum rezipiert. In der DDR wurden einige wenige seiner Werke übersetzt. In Polen wurden Rudnickis Nachkriegs-Texte, solange sie dem Pathos der nationalen Erinnerung verpflichtet waren, von der linientreuen zeitgenössischen Kritik begrüßt. Der polnische Literaturkritiker Artur Sandauer, selbst Überlebender des Holocaust, warf Rudnicki hingegen narzisstische Tendenzen, übertriebenes Pathos und Moralisieren vor. In seinem Egozentrismus habe sich Rudnicki zu sehr darauf konzentriert, als Musterbeispiel eines jüdischen Schriftstellers zu wirken. Seine schriftstellerischen Bekenntnisse bei öffentlichen Lesungen seien mit Erschütterung aufgenommen worden und hätten das Bedürfnis nach einem kollektiven Mythos erfüllt.
In Polen scheint seine Rezeption mit dem Untergang der Volksrepublik abgeschlossen. Barbara Breysach rechnet Rudnicki zu den „repräsentativen Autoren der Volksrepublik, der über mehrere Jahrzehnte hinweg, das jüdische Leben und seine Zerstörung in Polen konsequent reflektierte. Über die politischen Zäsuren hinweg setzte er die Tradition der polnischen Schriftsteller jüdischer Herkunft fort.“ „Er schwankte zwischen der Trauer über die vernichteten Lebenswelten des polnischen Judentums und dem ungebrochenen Bekenntnis zur sozialistischen Epochenwende.“ Die Erzählung Das lebende und das tote Meer (1952) erscheine als Rudnickis entschiedenster Versuch, das Gedächtnis des polnischen Judentums an das Leiden unter der nationalsozialistischen Besatzung zugunsten eines förmlichen und aufgesetzten Aufbaupathos’ zu opfern und lese sich wie eine Gefälligkeitsarbeit im Dienste des sozialistischen Realismus. Jüdische Identität werde zur massiv kritisierten israelischen Identität. In seinem Spätwerk seien ihm offene Formen entgegengekommen, auch wenn er die eigene Erfahrung politischer Gängelung bagatellisiert habe.

## Werke (Auswahl)
- Ucieczka z Jasnej Polany. 2. Auflage. Ksia̜zka i wiedza, Warszawa 1949.
- Manfred. Dramat w czterech aktach. Czytelnik, Warszawa 1954.
- (Hrsg.): Ewiges Gedenken. [Berichte über Auschwitz]. Fremdsprachenverl. „Polonia“, Warschau 1955.
- Wieczna pamie̜ć. Polonia, Warszawa 1955.
- Młode cierpienia. 2. Auflage. Państwowy Inst. Wydawniczy, Warszawa 1956.
- Goldene Fenster. 2 Erzählungen. Aufbau-Verl., Berlin 1959.
- Lato. Państ. inst. wydaw, Warszawa 1959.
- Das lebende und das tote Meer. Erzählungen. Aufbau-Verlag, Berlin 1960.
- Die Ungeliebte. Erzählungen. S. Fischer, Frankfurt a. M. 1964.
- Niekochana i inne opowiadania. Państ. Inst. Wyd, Warszawa 1969.
- Złote okna i dziewie̜ć innych opowiadań. Państw. Inst. wyd, Warszawa 1974.
- Noc bȩdzie chłodna, niebo w purpurze. 1. Auflage. Wydawn. Lit, Kraków 1977.
- Sto jeden. Wydawn. Literackie, Kraków 1984, ISBN 8308013147.
- Teatr zawsze grany. 1. Auflage. Czytelnik, Warszawa 1987, ISBN 830701672X.
- Sto lat temu umarł Dostojewski. 1. Auflage. Wydawn. Literackie, Kraków 1989, ISBN 8308008925.
- Sommer 1938. 1. Auflage. Hentrich & Hentrich, Leipzig 2021, ISBN 3-95565-444-3.